# Энрикильо (касик)
Гуарокуйя (Энрикильо) (ум. 1535) — индейский касик (вождь), правитель горной области Баоруко, последний руководитель восстания индейцев-таино против испанского владычества на острове Эспаньола (Гаити).

## Биография
Сын касика Максикатекса, касика из горной области Баоруко, погибшего во время сожжения испанцами большого дома Анакаоны. Он был спасён от смерти Бартоломе де Лас-Касасом и отвезён в монастырь францисканцев. Здесь Гуарокуйя познакомился с западной культурой и принял христианство под именем Энрикильо. Монахи обучили его читать и писать по-испански. Повзрослев, он женился на Менсии (в записях Лас-Касаса — Люсия), дочери испанца Эрнандо де Гевары и Хигемоты, дочери Анакаоны.
Под властью касика Энрикильо находилось до 1,5 тысячи индейцев-таино. Энрикильо вместе со своими подданными был отдан в услужение Франческо де Валенсуэле, который относился к нему с уважением и редкой любовью. После смерти старого хозяина Энрикильо перешёл во владение его сына Андресу де Валенсуэла, который не любил его и обращался с ним как со своей собственностью. Кроме того, новый хозяин попытался отобрать у Энрикильо его красавицу-жену Менсию, которая из-за своей светлой кожи походила на испанку. Энрикильо высказал свои обиды хозяину, который приказал его избить палками. Тогда касик обратился с жалобой к вице-губернатору Педро де Вадильо, но тот поддержал Андреса де Валенсуэла 

и говорят даже, что он не то бросил его в тюрьму, не то посадил в колодки.— Лас-Касас, «История Индий»
 Выйдя на свободу, Энрикильо отправился в город Санто-Доминго, где представил жалобу в суд. Суд же 

выправил ему охранное свидетельство, но дело его бесповоротно передал названному Вадильо.— Лас-Касас, «История Индий»
Тогда, согласно легенде, Энрикильо снял с себя рубашку, которая символизировала жизнь среди испанцев, и вместе со своей женой Менсией и несколькими индейцами, устав терпеть притеснения испанского наместника и отчаявшись добиться справедливости законным путём, ушёл в горы, которые могли надежно укрыть беглецов от преследователей. Энрикильо бежал в горы Баоруко, владения своего отца. Вскоре к нему присоединились многие касики: Хигуамуко, Инкакера, Энтрамбагурес, Матайко, Васа, Майбона, а также другие, известные лишь под именам, полученным при крещении: Гаскон, Вильягран, Тамайо, Веласкес, Антон и Эрнандес дель Баоруко.
Согласно историку Конкисты Бартоломе Лас-Касасу, Энрикильо в 1518 — 1519 годах возглавил индейское восстание на острове Гаити, продолжавшееся 13-14 лет. Энрикильо со своими сторонниками бежал в горы, откуда стал вести партизанскую борьбу против испанских захватчиков. Индейцы, жившие в посёлках, стали отнимать оружие у испанцев и присоединяться к повстанцам. Энрикильо разместил самых храбрых касиков в стратегических пунктах горного района Баоруко. Женщины, дети и старики были переселены в отдалённые места. Он разделил своих людей на группы, которые укрылись в горах, наблюдая за равниной, откуда должны были наступать испанские каратели. Сам Энрикильо держал в секрете своё местопребывание и подолгу нигде не задерживался, опасаясь предательства.
Все попытки испанских властей разгромить восставших мятежников или взять их хитростью были безрезультатны. Испанцы неоднократно наступали на район Сьерра-дель-Баоруко, но потерпели поражение. Слава об Энрикильо разнеслась по всему острову и достигла берегов Испании. Индейцы стали уходить от своих испанских хозяев и пополнять ряды восставших. Энрикильо запрещал убивать испанцев, он хотел только добиться уважения для своего народа и защитить его.
Между тем победы Энрикильо воодушевили индейцев. Касик Сигуайо, происходивший из карибского племени сигуайо, поднял мятеж в Королевской долине («Вега Реаль»). Он совершал набеги на окрестные рудники и поселения, чтобы захватить там оружие. В конце концов испанцы заманили Сигуайо в узкое ущелье, где после ожесточённого боя он был убит. На севере Эспаньолы поднял восстание касик по имени Тамайо, который совершал рейды по всему острову в поисках оружия и одежды. Тамайо со своим отрядом присоединился с Энрикильо. Касик Энрикильо, используя хорошее знание тактики и методов испанцев, сумел избежать разгрома и так досаждал конкистадорам ещё одиннадцать лет.
В конце концов, испанские власти на острове были вынуждены заключить с индейцами-таино мирное соглашение при посредничестве одного из менторов Энрикильо Бартоломе Лас-Касаса. Энрикильо был «прощён», за остатками выживших таино (около 4 тысяч человек) признавалось право на гарантию неприкосновенности и собственность, и они смогли обосноваться в районе Бойя, где занялись сельским хозяйством. Однако в конечном итоге соглашение не имело практического значения для индейцев, так как количество таино на острове очень стремительно сокращалось, а сам касик Энрикильо скончался в сентябре 1535 года от туберкулеза в возрасте тридцати трех[уточнить] лет в Асуа.